# Limenitis nevadae
Limenitis nevadae är en fjärilsart som beskrevs av Barnes och Benjamin 1924. Limenitis nevadae ingår i släktet Limenitis och familjen praktfjärilar. Inga underarter finns listade i Catalogue of Life.